# Bitwa pod Hoyerswerda
Bitwa pod Hoyerswerda – starcie zbrojne, które miało miejsce 25 września 1759 roku w trakcie wojny siedmioletniej. Niedługo po fatalnej sierpniowej klęsce pod Kunowicami, to małe zwycięstwo łącznie z cztery dni wcześniejszym sukcesem generała-porucznika Fincka pod Korblitz było bardzo ważne dla odbudowania wiary Fryderyka II w zwycięstwo.

## Wstęp
We wrześniu 1759 rozmaite armie: księcia Henryka Pruskiego, von Dauna, Fryderyka i Piotra Sałtykowa przemierzały w poprzek Śląsk. Dzięki szybkiemu przekroczeniu Odry Fryderyk zapobiegł zajęciu Głogowa i Wrocławia przez Rosjan, lecz nie zdołał on zmusić przeciwnika do decydującej bitwy w korzystnym dla siebie terenie. Tymczasem do von Dauna dotarły wiadomości o porażce Austriaków w Saksonii, zadanej przez trzykrotnie mniejszą armię pruską. Dlatego rozstrzygnął, iż należy zadać stanowczy cios siłom pruskim w Saksonii. Austriacka armia ruszyła na Görlitz i wspięła się na wzgórza po to, aby obserwować obóz księcia Henryka, jego najbliższego przeciwnika. Von Daun miał zamiar szturmować ten obóz wczesnym rankiem 23 września.
Niestety dla von Dauna, w tym czasie książę Henry już planował opuszczenie tego obszaru. W ciągu sobotniego wieczoru 22 września pruskie oddziały opuściły obóz i wycofały się cicho, pozostawiając zapalone ogniska i niewielki oddział do robienia hałasu. Prusacy udali się najpierw do Rothenburga, gdzie odpoczywali trzy godziny, ponieważ o dwadzieścia mil na południe, Austriacy ruszyli naprzód i zajęli ich opuszczone pozycje. Zwiadowcy von Dauna przeprowadzający rozpoznanie powiadomili go, iż pruskie tabory znajdują się na północnym wschodzie w kierunku na Głogów. Von Daun podejrzewał pułapkę i wycofał się do Budziszyna, lecz kiedy książę Henryk opuścił Rothenburg, znajdował się on faktycznie na zachód od jego sił, osiemnaście mil od Saskiego miasteczka Klitten. Po kolejnych trzech godzinach odpoczynku ruszyli do odległej o dwadzieścia mil Hoyerswerdy, znajdowały się niczego niespodziewające się wojska cesarskie w sile 3 tys. ludzi pod dowództwem generała Wehla. Generał Wehla wyróżnił się podczas oblężenia Drezna. Jego siły koło Hoyerswerdy były częścią linii mającej zapobiegać połączonej akcji sił pruskich ze Śląska i Saksonii. Niedawne wydarzenia zdawały się sugerować, iż takie zagrożenie jest minimalne: Fryderyk był związywany przez Rosjan, podczas gdy książę Henryk wydawał się dążyć do połączenia z bratem na wschodzie. Von Daun napisał do Wehla, iż nie ma żadnego niebezpieczeństwa na jego wschodniej flance.

## Bitwa
Widok pruskiej awangardy szwajcarskiego generała Lentulusa, wyłaniającej się z lasów był dla sił Wehla wstrząsem. Wehla zebrał swój pułk chorwacki i rozwinął artylerię ale dobrze kierowany pruski ogień rozniósł jego Korpus. W przeciągu minut Austriacy zostali zupełnie rozbici. Ich dowódca dostał się do niewoli, zaś sześciuset zabitych zaległo na polu walki. Nadzieje von Dauna zostały zniszczone. Musiał on teraz ruszyć na zachód – do Saksonii, po to, żeby wesprzeć znajdujące się tam siły zbrojne. Natomiast jego rosyjscy sojusznicy pozostali samotni wobec sił Fryderyka.